# 주권여신
주권여신(영어: Sovereignty goddess, 아일랜드어: Bandia an Fhlaithis)이란, 거의 켈트학에서만 사용되는 용어로서, 영토가 의인화된 여신이자 그 영토를 다스리는 왕과 결혼하고 성교함으로써 왕에게 주권을 부여하는 여신들이다. 근동-그리스의 히에로스 가모스와 비슷한 개념이다. 켈트 신화에서 가장 심도깊게 연구된 주제 중 하나다. 그러나 최근에는 웨일스 및 아일랜드 신화에 등장하는 모든 여성들이 주권여신에서 파생된 존재라고 해석하는 것에 대한 비판도 제기되고 있다.

## 역사적 증거
그리스-로마의 기록을 보면, 켈트족 사회에서 캄마, 카르티만두아 등의 여성들이 여신과 결부된 역할을 했다. 또한 중세 아일랜드의 의례를 살펴보면, 새로운 왕의 즉위를 “왕-됨의 결혼식(아일랜드어: banais ríghe)”이라 하여, 왕이 되는 것이 곧 영토와 결혼하는 것으로 상징화되었음을 알 수 있다. 1188년에 작성된 『히베르니아 지리지』에는 케넬 코날 왕이 즉위하면서 백마와 수간하는 의식을 치루었다는 기록이 있다. 이 말은 도축된 뒤 국으로 끓이는데, 국을 끓일 때 왕이 솥 안에 들어가서 땀을 낸 뒤 그 국물을 왕과 백성들이 모두 나누어 음복했다고 한다. 이것은 켈트족 특유의 말의 여신과의 관련성을 강하게 시사한다(‘말=여신=국토=주권’과의 결합).
주권여신의 관념이 명시적으로 드러나는 문헌은 「오하드의 아홉 아들들의 모험」(Echtra Mac nEchach)이다. 이 이야기에 보면 무시무시하게 생긴 추녀가 오하드 무그머돈 왕의 젊은 아들들에게 물을 주면서 자기에게 그 답례로 키스를 해 달라고 요구하는데, 니얼만이 키스를 해주었을 뿐 아니라 아예 그녀와 성교까지 했다. 그러자 추녀는 미녀로 변해서 자신이 의인화된 “주권(in flaithes)”이며, 니얼이 타라의 왕이라고 선언한다. 이 이야기는 니얼의 후예를 자처하는 이 넬 왕조가 대권을 잡은 뒤 윤색된 위사일 가능성이 농후하지만, 그만큼 “국토-주권이 의인화된” 여신과의 성적 결합이 남자 왕의 정통성을 보증하는 요소였음을 방증한다.

## 비판
주권여신의 전통이 중세 초기 아일랜드에 존재했다는 증거는 분명해 보이며, 이에 따라 켈트학자들은 켈트 신화에 등장하는 여러 여성 캐릭터들을 에우헤메로스화된 주권여신들이라고 해석했다. 이런 식의 신화 해석은 1920년대 케임브리지 의례학파에서 본격적으로 시작했다. 이런 식으로 해석된 여성 캐릭터로는 귀네비어 칼러흐 베러, 메브, 리아논, 모리안, 마하, 버이브 등이 있다. 제프리 초서의 「바스부인 이야기」에 나오는 “흉칙한 부인”도 이런 관점에서 해석되었다. 브리타 어슬링거는 고아일랜드어 문학에 나타나는 이들 여성 캐릭터들의 이름이 어원적으로 지배권과 관련이 있거나 아예 국명이 여성화된 이름이고, 또한 그들의 서사가 무언가 마시는 행위와 관련되어 있다는 점에서 주권여신들로부터 파생된 존재라고 주장한다.
최근 연구에서는 이러한 기존의 정설에 대한 비판이 제기되고 있다. 예컨대 고름플리어흐 잉겐 돈카다, 고름플리어흐 잉겐 플란 신나, 고름플리어흐 잉겐 무르하더 등 9세기-10세기의 여왕들의 이야기가 주권여신 관념의 영향력을 보여주는 것으로 독해되어 왔는데, 증거가 부족하다는 비판이 있다.  또한 신화에 등장하는 여성 캐릭터들이 주권여신 전통과 어떠한 역사적 관련이 있다 하더라도 모든 것을 그 렌즈를 통해서만 보는 것은 지나친 환원주의라는 비판도 있다.